# 칠보산 지루
칠보산 지루는 길주명천지구대의 동쪽에 위치한 지루이다. 현무암·알칼리 석영 조면암·알칼리 화강암 등의 화산암으로 형성된 제3기의 화산대지인 칠보산지 위에 있다. 북쪽 어랑단, 남쪽 무수단 사이의 해안선은 거의 일직선으로 수백m 높이의 웅대한 단애를 이루어 동해에 임하며, 칠보산 지루의 중앙부에 칠보산(906m)이 솟아 있다.